# Los Pinos

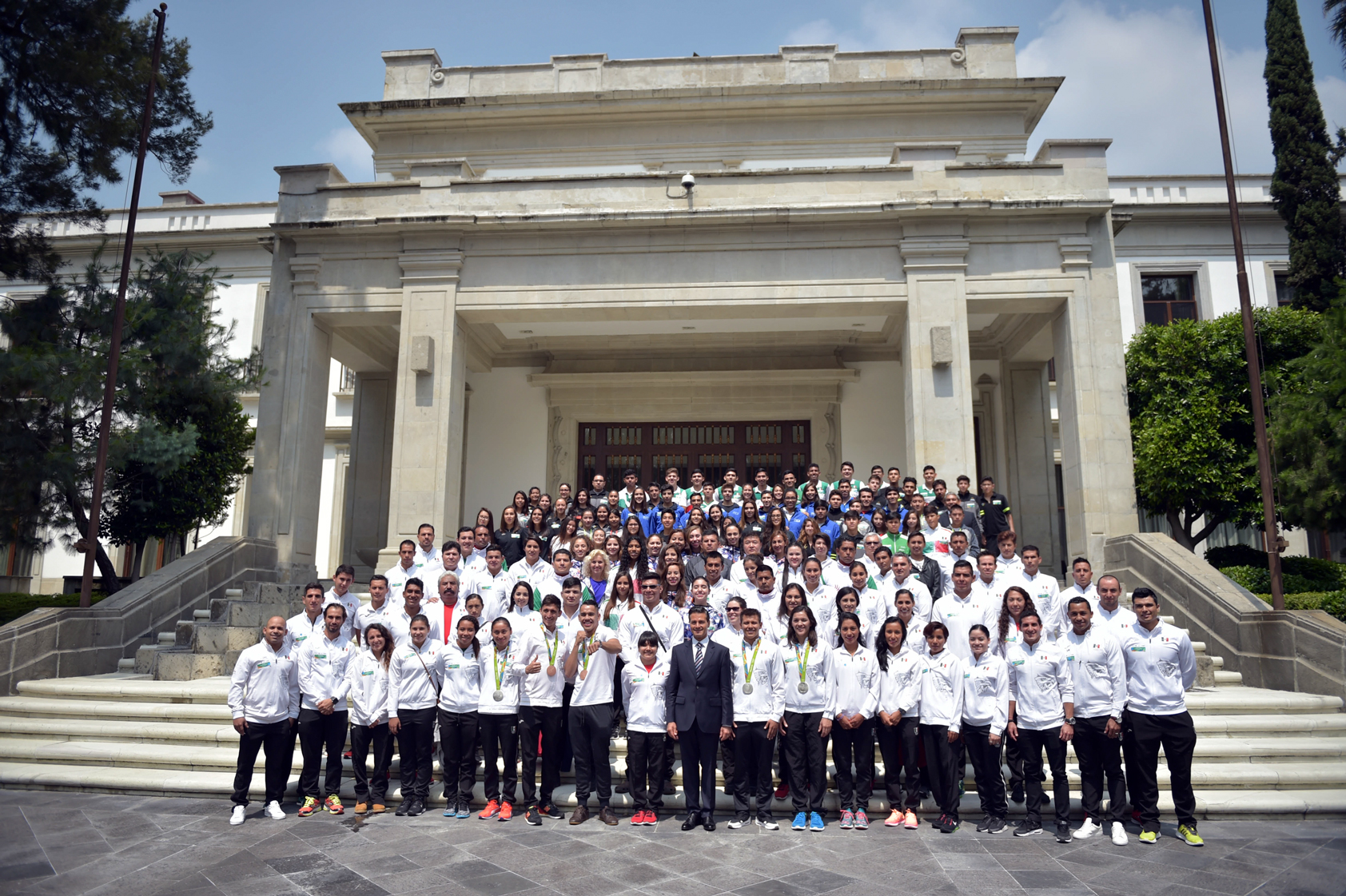
Los Pinos

Los Pinos was van 1934 tot 2018 de ambtswoning van de president van Mexico. Los Pinos bevindt zich in het park van Chapultepec in Mexico-Stad. Sinds 2019 is het een cultureel centrum.

## Rancho La Hormiga (1853-1934)
Op het terrein waar nu Los Pinos is, vond in 1847 de Slag om Molino del Rey plaats. In 1853, kort na die veldslag, kocht de familie Martínez del Río het terrein van de graaf van Guadaloupe en begon er de rancho La Hormiga (boerderij De Mier). Aan het eind van de 19e eeuw bouwde Martinez del Rio er een chalet. Tijdens de Mexicaanse Revolutie werd het terrein met chalet geconfisqueerd door Venustiano Carranza hetgeen leidde tot een jarenlang juridisch gevecht.

## Presidentiële ambtswoning (1934-2018)
In 1917 gebruikte Álvaro Obregón, toentertijd minister van Oorlog en Marine, het chalet als zijn residentie. Toen Obregón in 1920 president werd, verliet hij Los Pinos en betrok het kasteel van Chapultepec. Los Pinos bleef de residentie van de Minister van Oorlog. In 1935 vestigde toenmalig president Lázaro Cárdenas, die bekendstond als een bescheiden man, zich niet in het kasteel maar in het meer bescheiden Los Pinos, wat tot 2018 het officiële presidentieel verblijf zou blijven. Het oude chalet werd gerestaureerd en er werden ambtswoningen en gastenverblijven bijgebouwd.

## Cultureel complex (2018- )
In 2000 stelde president Vicente Fox Los Pinos open voor het publiek. President Andrés Manuel López Obrador had, al toen hij kandidaat was voor de presidentsverkiezingen van 2006, aangekondigd Los Pinos als ambtswoning te zullen verruilen voor het presidentieel paleis aan het Zócalo, dat meer in het centrum van Mexico-Stad ligt, als hij de verkiezingen zou winnen. Hij won uiteindelijk de verkiezingen van 2018 en hield woord door Los Pinos om te vormen tot cultureel complex.